# Hiroki Takeuchi
Hiroki Takeuchi (jap. 竹内 宏気, Takeuchi Hiroki; * 21. Januar 1993) ist ein japanischer Badmintonspieler. 

## Karriere
Hiroki Takeuchi nahm 2008, 2009 und 2010 an den Badminton-Juniorenweltmeisterschaften teil. Bei den Swedish International Stockholm 2011 stand er im Herrendoppel im Achtelfinale. Bei den Indonesia International 2011 konnte er bis ins Viertelfinale vordringen. Bei den Polish Open 2013 wurde er Zweiter im Doppel. Ebenso startete er bei der Japan Super Series 2013.